# Shahril Ishak
Shahril Ishak (Singapore, 23 gennaio 1984) è un ex calciatore singaporiano, centrocampista dei LionsXII.

## Carriera

### Nazionale
Ha collezionato 148 presenze con la maglia della sua nazionale e risulta il calciatore con più presenze con la maglia della nazionale di Singapore.